# Bentheim-Bentheim
Bentheim-Bentheim fu una Contea a sud-est della Bassa Sassonia, in Germania. I confini di Bentheim-Bentheim dal 1806 coincisero con i moderni confini del circondario della Contea di Bentheim. Essa derivò da una delle originarie partizioni della contea di Bentheim nel 1277, e venne a sua volta divisa in se stessa e nel Bentheim-Steinfurt nel 1454. Bentheim-Bentheim riemerse come contea autonoma nel 1643, e passò al Granducato di Berg nel 1806, prima di essere annessa alla Francia nel 1810, da cui poi passerà all'Hannover secondo le disposizioni del Congresso di Vienna.

## Conti di Bentheim-Bentheim (1277 - 1530)
Gerulfingen
- Egberto (1277 - 1305)
- Giovanni (1305 - 1333)
- Simone   (1333 - 1348)
- Ottone III (1348 - 1364)
- Bernardo I (1364 - 1421)

Götterswyk
- Ebervindo I (1421 - 1454)
- Bernardo II (1454 - 1473)
- Ebervindo II (1473 - 1530)

## Conti di Bentheim-Bentheim (1643 - 1806)
- Filippo Corrado (1643 - 1668)
- Arnoldo Maurizio (1668 - 1701)
- Ermanno Federico (1701 - 1723)
- Luigi Francesco (1723 - 1731)
- Federico Carlo (1731 - 1803)
- Luigi (Conte di Bentheim-Steinfurt) (1803 - 1806)